# László Tolnai
László Tolnai (7 de marzo de 1963) es un deportista húngaro que compitió en judo. Ganó dos medallas en el Campeonato Europeo de Judo en los años 1988 y 1990.

## Palmarés internacional
| Campeonato Europeo | Campeonato Europeo | Campeonato Europeo | Campeonato Europeo |
| Año                | Lugar              | Medalla            | Categoría          |
| ------------------ | ------------------ | ------------------ | ------------------ |
| 1988               | Pamplona (España)  | Medalla de bronce  | Abierta            |
| 1990               | Fráncfort (RFA)    | Medalla de oro     | Abierta            |